# 애덤 시프
애덤 베넷 시프(영어: Adam Bennett Schiff, 1960년 6월 22일 ~ )은 미국의 정치인이다.

## 학력
- 스탠퍼드 대학교 정치학 학사
- 하버드 대학교 법학과 법무박사

## 경력
- 1996.12 ~ 2000.11 제67대 미국 캘리포니아주 제21구 상원의윈
- 2001.01 ~ 2003.01 제107대 미국 캘리포니아 제27구 연방하원의원
- 2003.01 ~ 2013.01 제108·109·110·111·112대 미국 캘리포니아 제29구 연방하원의원
- 2013.01 ~ 2023.01 제113·114·115·116·117대 미국 캘리포니아 제28구 연방하원의원
- 2023.01 ~ 2024.12 제118대 미국 캘리포니아 제30구 연방하원의원
- 2024.12 ~ 미국 캘리포니아 연방상원의원

## 역대 선거 결과
| 선거명        | 직책명                           | 대수  | 정당   | 득표율 | 득표수      | 결과 | 당락                       |
| ------------- | -------------------------------- | ----- | ------ | ------ | ----------- | ---- | -------------------------- |
| 1994년 재선거 | 하원의원 (캘리포니아 제43선거구) | 80대  | 민주당 | 25.75% | 6,165표     | 2위  | 낙선                       |
| 1994년 선거   | 하원의원 (캘리포니아 제43선거구) | 81대  | 민주당 | 42.98% | 38,319표    | 2위  | 낙선                       |
| 1996년 선거   | 상원의원 (캘리포니아 제21부)     | 82대  | 민주당 | 51.78% | 125,649표   | 1위  | 캘리포니아 주의원 당선     |
| 2000년 선거   | 하원의원(캘리포니아 제27선거구)  | 107대 | 민주당 | 52.70% | 113,708표   | 1위  | 캘리포니아주 하원의원 당선 |
| 2002년 선거   | 하원의원(캘리포니아 제29선거구)  | 108대 | 민주당 | 62.56% | 76,036표    | 1위  | 캘리포니아주 하원의원 당선 |
| 2004년 선거   | 하원의원(캘리포니아 제29선거구)  | 109대 | 민주당 | 64.63% | 133,670표   | 1위  | 캘리포니아주 하원의원 당선 |
| 2006년 선거   | 하원의원(캘리포니아 제29선거구)  | 110대 | 민주당 | 63.47% | 91,014표    | 1위  | 캘리포니아주 하원의원 당선 |
| 2008년 선거   | 하원의원(캘리포니아 제29선거구)  | 111대 | 민주당 | 68.92% | 146,198표   | 1위  | 캘리포니아주 하원의원 당선 |
| 2010년 선거   | 하원의원(캘리포니아 제29선거구)  | 112대 | 민주당 | 64.78% | 104,374표   | 1위  | 캘리포니아주 하원의원 당선 |
| 2012년 선거   | 하원의원(캘리포니아 제28선거구)  | 113대 | 민주당 | 76.49% | 188,703표   | 1위  | 캘리포니아주 하원의원 당선 |
| 2014년 선거   | 하원의원(캘리포니아 제28선거구)  | 114대 | 민주당 | 76.50% | 91,996표    | 1위  | 캘리포니아주 하원의원 당선 |
| 2016년 선거   | 하원의원(캘리포니아 제28선거구)  | 115대 | 민주당 | 77.99% | 210,883표   | 1위  | 캘리포니아주 하원의원 당선 |
| 2018년 선거   | 하원의원(캘리포니아 제28선거구)  | 116대 | 민주당 | 78.37% | 196,662표   | 1위  | 캘리포니아주 하원의원 당선 |
| 2020년 선거   | 하원의원(캘리포니아 제28선거구)  | 117대 | 민주당 | 72.66% | 244,271표   | 1위  | 캘리포니아주 하원의원 당선 |
| 2022년 선거   | 하원의원(캘리포니아 제30선거구)  | 118대 | 민주당 | 71.12% | 150,100표   | 1위  | 캘리포니아주 하원의원 당선 |
| 2024년 재선거 | 상원의원 (캘리포니아 제1부)      | 118대 | 민주당 | 58.75% | 8,837,051표 | 1위  | 캘리포니아주 상원의원 당선 |
| 2024년 선거   | 상원의원 (캘리포니아 제1부)      | 119대 | 민주당 | 58.87% | 9,036,252표 | 1위  | 캘리포니아주 상원의원 당선 |